# Chiesa di San Martino di Tours (Riviera)
La chiesa di San Martino di Tours è un edificio religioso che si trova sul Monte Paglio, presso il villaggio di Lodrino, frazione di Riviera in Canton Ticino.

## Storia
I primi accenni alla costruzione si hanno in documenti storici risalenti al 1215, anche se probabilmente la sua prima fondazione è altomedievale. Nel XV secolo l'edificio venne prolungato verso ovest, fino a congiungersi col preesistente campanile in stile romanico.

## Descrizione
La chiesa si presenta con una pianta ad unica navata con copertura in legno. L'interno è decorato da affreschi di Tommaso de Creppa, eseguiti nel 1433. Gli affreschi dell'abside sono invece attribuiti a Giovanni Battista Tarilli e vennero eseguiti nel 1583. Vi sono conservati due codici: il sacramentario e il manuale ambrosiano.